# Lackovce
Lackovce – wieś (obec) na Słowacji położona w kraju preszowskim, w powiecie Humenné. Pierwsze wzmianki o miejscowości pochodzą z roku 1451.
Według danych z dnia 31 grudnia 2012, wieś zamieszkiwały 644 osoby, w tym 318 kobiet i 326 mężczyzn.
W 2001 roku rozkład populacji względem narodowości i przynależności etnicznej wyglądał następująco:
- Słowacy – 98,22%
- Czesi – 0,36%
- Niemcy – 0,18%
- Rusini – 0,53%
- Ukraińcy – 0,71%

Ze względu na wyznawaną religię struktura mieszkańców kształtowała się w 2001 roku następująco:
- Katolicy rzymscy – 77,94%
- Grekokatolicy – 15,84%
- Ewangelicy – 0,53%
- Prawosławni – 1,78%
- Ateiści – 2,49%
- Nie podano – 1,25%